# 慈湖觀光纜車
慈湖觀光纜車，簡稱慈湖纜車，是一個規劃中的交通建設計畫，預定以觀光纜車的方式，串聯石門水庫南苑到慈湖地區的旅遊景點。帶動桃園市東都心（大溪區、龍潭區、復興區）整體觀光發展。本計劃現已擱置。

## 沿革
- 2009年完成的可行性評估結果，以「石門水庫─溪州山─慈湖」為優先路線撰擬先期規劃報告及招商文件，並針對計劃範圍周邊旅遊景點遊憩交通系統提出交通配套措施建議。[1]
- 2014年縣長吳志揚以環評不易通過等因素，宣布暫緩實施。[2]
- 2019/11/1市議員李伯坊問及石門水庫至慈湖間設置纜車可行性評估情況，期盼藉由纜車設置帶領更多遊客從空中飽覽石門水庫及慈湖美景，相信未來搭配南苑熱氣球嘉年華及溪州觀光服務中心與低碳轉運站建置計畫啟用，可掀起另一波觀光熱潮，對此，市長鄭文燦回應，桃園升格前即針對石門水庫至慈湖間設置纜車計畫進行評估，惟103年因為環評、地質、財務回收不易等原因喊卡，請觀旅局針對該計畫重啟評估，研究環評計畫有無通過的可能性。[3]

## 目的
- 以纜車系統作為增加地方特色的手段，結合遊憩、生態保育複合體概念，建構完整的遊憩網路系統，拓展深化旅遊的服務品質。
- 提供研究地區之假日交通紓解方案及相關配套措施，並降低纜車興建後可能帶來之交通問題。
- 依據相關法規辦理石門水庫至慈湖纜車系統之先期規劃及招商文件研擬，以作為本案招商前之準備作業。

## 路線
| 車站名稱     |            | 所在地       | 交會路線 |
| ------------ | ---------- | ------------ | -------- |
| 慈湖觀光纜車 |            |              |          |
| 壩頂         | Bading     | 桃園市大溪區 |          |
| 南苑         | Nanyuan    | 桃園市大溪區 |          |
| 溪洲山       | Xizhoushan | 桃園市大溪區 |          |
| 慈湖         | Cihu       | 桃園市大溪區 |          |

## 外部連結
- 桃園縣政府
- 桃園縣石門水庫至慈湖覽車BOT案